# Benkő-csel
 Ez a cikk a sakkjátszmák algebrai lejegyzését alkalmazza.
|    | |    |    |    |    |    |    |
|    | \| \| \| \| \| \| \| \| \| \| \| \| \| \| \| \| \| \| \| \| \| \| \| \| \| \| \| \| \| \| \| \| \| \| \| \| \| \| \| \| \| \| \| \| \| \| \| \| \| \| \| \| \| \| \| \| \| \| \| \| \| \| \| \| \| \| \| \| \| \| \| \| |    |    |    |    |    |    |
|    | |    |    |    |    |    |    |
| a8 | b8 | c8 | d8 | e8 | f8 | g8 | h8 |
| a7 | b7 | c7 | d7 | e7 | f7 | g7 | h7 |
| a6 | b6 | c6 | d6 | e6 | f6 | g6 | h6 |
| a5 | b5 | c5 | d5 | e5 | f5 | g5 | h5 |
| a4 | b4 | c4 | d4 | e4 | f4 | g4 | h4 |
| a3 | b3 | c3 | d3 | e3 | f3 | g3 | h3 |
| a2 | b2 | c2 | d2 | e2 | f2 | g2 | h2 |
| a1 | b1 | c1 | d1 | e1 | f1 | g1 | h1 |

| a8 | b8 | c8 | d8 | e8 | f8 | g8 | h8 |
| a7 | b7 | c7 | d7 | e7 | f7 | g7 | h7 |
| a6 | b6 | c6 | d6 | e6 | f6 | g6 | h6 |
| a5 | b5 | c5 | d5 | e5 | f5 | g5 | h5 |
| a4 | b4 | c4 | d4 | e4 | f4 | g4 | h4 |
| a3 | b3 | c3 | d3 | e3 | f3 | g3 | h3 |
| a2 | b2 | c2 | d2 | e2 | f2 | g2 | h2 |
| a1 | b1 | c1 | d1 | e1 | f1 | g1 | h1 |

A Benkő-csel megnyitás a sakkban, amely a benoni védelem 1.d4 Hf6 2.c4 c5 3.d5 lépései után áll elő sötét 3…b5 lépésével.
Nevét Benkő Pál magyar nagymesterről, a megnyitás legnevesebb alkalmazójáról kapta. Benkőn kívül időnként játszotta az angol Michael Adams, az amerikai John Fedorowicz és az ukrán Vaszil Ivancsuk is. Borisz Argunov 1946-ban a Sahmati v SzSzSzR folyóiratban részletesen elemezte a cselt, és ezt követően kapta a Volga-csel nevet. Az orosz szakirodalomban ezért gyakran Volga-csel néven említik, de előfordul a Benkő–Volga-csel névváltozat is. Benkő 1974-ben megjelent könyvében rávilágít a Benkő- és a Volga-csel közötti különbségre. A Volga-csel lényege a 3...b5 lépés, amelyet gyakran egy korai ...e6 lépés követ. A Benkő-csel főváltozata a 3...b5 4.cxb5 a6 lépésekből áll.
A Sakkmegnyitások Enciklopédiájában (Encyclopaedia of Chess Openings, ECO) a változattól függően három különböző kód alatt szerepel:
- A57 1.d4 Hf6 2.c4 c5 3.d5 b5
- A58 1.d4 Hf6 2.c4 c5 3.d5 b5 4.cxb5 a6 5.bxa6
- A59 1.d4 Hf6 2.c4 c5 3.d5 b5 4.cxb5 a6 5.bxa6 Fxa6 6.Hc3 d6 7.e4

## Eredete
Az elgondolás viszonylag régi. Lépéscserével először az 1922-ben Bécsben játszott Akiba Rubinstein–Rudolf Spielmann játszmában állt elő a változat, amelyben az 1. d4 Hf6 2. Hf3 c5 3. d5 b5 4. c4 lépéssorrendet követték. Karel Opočenský több alkalommal is megjátszotta az 1930-as években, például Gideon Ståhlberg ellen 1936-ban Poděbradyban, Paul Keres ellen 1937-ben Pärnu-ban, Erich Eliskases ellen 1937-ben Prágában és Theo van Scheltinga ellen az 1939-es sakkolimpián Buenos Aires-ben. Később előfordult a Mark Tajmanov–David Bronstejn játszmában 1953-ban Zürichben a világbajnokjelöltek versenyén. Ezek a játszmák királyindiai védelemnek indultak, sötét csak később játszotta meg a ...c5 és a ...b5 lépéseket. Az első olyan játszma, amelyben az 1.d4 Hf6 2.c4 c5 3.d5 b5 lépéssorrend szerepelt, a Thorvaldsson–Vaitonis játszma, amelyet az 1936-os sakkolimpián játszottak.

## Az elgondolás
Sötét gyalogáldozattal próbálja gyengíteni világos centrum feletti uralmát, és a vezérszárnyon tör utat magának a világos király felé vezető átlón, miközben a félig nyílt a- és b-vonalakon a bástyájával gyakorol nyomást világos állására.
Bár a megnyitást világos számára előnyösnek ítélik, gyakran kitérnek előle a 4. Hf3 lépéssel. Lehetséges folytatás még a 4.Hd2, 4.a4, és 4.Vc2 is. Népszerű a cselgyalog azonnali visszaadása a 4. cxb5 a6 utáni 5. b6-tal.

## A változatok

### A57 1.d4 Hf6 2.c4 c5 3.d5 b5
A Benkő–Volga-csel alaplépései. A gyalog elfogadása helyett alkalmazott változatok:
Hjoerring-ellencsel
1.d4 Hf6 2.c4 c5 3.d5 b5 4.e4
Mutkin-ellencsel
1.d4 Hf6 2.c4 c5 3.d5 b5 4.g4
Futótámadás
1.d4 Hf6 2.c4 c5 3.d5 b5 4.Fg5
Az elhárított főváltozat
1.d4 Hf6 2.c4 c5 3.d5 b5 4.Hf3
A pszeudo-Sämisch változat
1.d4 Hf6 2.c4 c5 3.d5 b5 4.f3
A nyugodt változat
1.d4 Hf6 2.c4 c5 3.d5 b5 4.Hd2
A Sosonko-változat
1.d4 Hf6 2.c4 c5 3.d5 b5 4.a4
A modern változat
1.d4 Hf6 2.c4 c5 3.d5 b5 4.cxb5 a6 5.e3
A Dlugy-változat
1.d4 Hf6 2.c4 c5 3.d5 b5 4.cxb5 a6 5.f3
A gyalogvisszaadó változat
1.d4 Hf6 2.c4 c5 3.d5 b5 4.cxb5 a6 5.b6
A Zajcev-rendszer
1.d4 Hf6 2.c4 c5 3.d5 b5 4.cxb5 a6 5.Hc3
A Frappin Nescafe támadás
1.d4 Hf6 2.c4 c5 3.d5 b5 4.cxb5 a6 5.Hc3 axb5 6.e4 b4 7.Hb5
A Zajcev változat
1.d4 Hf6 2.c4 c5 3.d5 b5 4.cxb5 a6 5.Hc3 axb5 6.e4 b4 7.Hb5 d6 8.Hf3 g6 9.Fc4

### A58 1.d4 Hf6 2.c4 c5 3.d5 b5 4.cxb5 a6 5.bxa6
Az A58 kód alá az elfogadott változat játszmáit sorolják be.
A fianchetto változat
1.d4 Hf6 2.c4 c5 3.d5 b5 4.cxb5 a6 5.bxa6 Fxa6 6.Hc3 g6 7.Hf3 d6 8.g3 Fg7 9.Fg2

### A59 1.d4 Hf6 2.c4 c5 3.d5 b5 4.cxb5 a6 5.bxa6 Fxa6 6.Hc3 d6 7.e4
A királysétáló változat
1.d4 Nf6 2.c4 c5 3.d5 b5 4.cxb5 a6 5.bxa6 Bxa6 6.Nc3 d6 7.e4 Fxf1 8.Kxf1 g6 9.g3 Fg7 10.Kg2 O-O
A Central Storm változat
1.d4 Nf6 2.c4 c5 3.d5 b5 4.cxb5 a6 5.bxa6 Bxa6 6.Nc3 d6 7.f4